# Episodi di Law & Order - I due volti della giustizia (terza stagione)
La terza stagione della serie televisiva Law & Order - I due volti della giustizia, composta da 22 episodi, è stata trasmessa in prima visione negli Stati Uniti, sul canale NBC, dal 23 settembre 1992 al 19 maggio 1993.
In Italia è stata trasmessa in prima visione, saltuariamente e in disordine su Rai 2 dal 18 febbraio 1997 al 1º marzo 1998.
| nº | Titolo originale   | Titolo italiano             | Prima TV USA      | Prima TV Italia  |
| -- | ------------------ | --------------------------- | ----------------- | ---------------- |
| 1  | Skin Deep          | Il miraggio                 | 23 settembre 1992 | 2 marzo 1997     |
| 2  | Conspiracy         | Morte di un leader          | 30 settembre 1992 | 2 luglio 1997    |
| 3  | Forgiveness        | Senso di colpa              | 7 ottobre 1992    | 20 febbraio 1997 |
| 4  | The Corporate Veil | Una vergognosa complicità   | 14 ottobre 1992   | 27 febbraio 1997 |
| 5  | Wedded Bliss       | Lavoro nero                 | 21 ottobre 1992   | 6 luglio 1997    |
| 6  | Helpless           | Senza aiuto                 | 4 novembre 1992   | 18 febbraio 1997 |
| 7  | Self Defense       | Eccesso di legittima difesa | 11 novembre 1992  | 16 marzo 1997    |
| 8  | Prince of Darkness | Il principe delle tenebre   | 18 novembre 1992  | 13 luglio 1997   |
| 9  | Point of View      | Punto di vista              | 25 novembre 1992  | 17 novembre 1998 |
| 10 | Consultation       | Corruzione                  | 9 dicembre 1992   | 1º marzo 1998    |
| 11 | Extended Family    | Una sola vittima            | 6 gennaio 1993    | 18 gennaio 1998  |
| 12 | Right to Counsel   | Prestigio sociale           | 13 gennaio 1993   | 22 febbraio 1998 |
| 13 | Night and Fog      | Notte e nebbia              | 3 febbraio 1993   | 1º febbraio 1998 |
| 14 | Promises to Keep   | Plagio                      | 10 febbraio 1993  | 17 agosto 1997   |
| 15 | Mother Love        | Amore di madre              | 24 febbraio 1993  | 10 agosto 1997   |
| 16 | Jurisdiction       | La giurisdizione            | 3 marzo 1993      | 25 gennaio 1998  |
| 17 | Conduct Unbecoming | Condotta riprovevole        | 10 marzo 1993     | 15 febbraio 1998 |
| 18 | Animal Instinct    | Oltre i confini dell'amore  | 17 marzo 1993     | 8 febbraio 1998  |
| 19 | Virus              | Il virus del computer       | 21 aprile 1993    | 27 luglio 1997   |
| 20 | Securitate         | Fantasmi del passato        | 5 maggio 1993     | 7 gennaio 1998   |
| 21 | Manhood            | Mascolinità                 | 12 maggio 1993    | 24 agosto 1997   |
| 22 | Benevolence        | Vittima muta                | 19 maggio 1993    | 8 gennaio 1998   |

## Il miraggio
- Titolo originale: Skin Deep
- Diretto da: Daniel Sackheim
- Scritto da: Robert Nathan e Gordon Rayfield

### Trama
Logan e Cerreta indagano sull'omicidio di un fotografo che porta a un'agenzia di modelle che nasconde un giro di prostituzione organizzato dalla vittima. A essere sospettata dell'omicidio è una delle modelle che viene incriminata, ma quando quest'ultima chiede un patteggiamento nonostante la debolezza delle prove nei suoi confronti Stone si insospettisce.
- Nota. In questo episodio apprendiamo che il vice-procuratore di New York, Ben Stone, oltre a Peter ha anche una figlia.

## Morte di un leader
- Titolo originale: Conspiracy
- Diretto da: Edwin Sherin (accreditato come Ed Sherin)
- Scritto da: Renè Balcer e Michael S. Chernuchin

### Trama
Logan e Cerreta indagano sull'omicidio di un leader afroamericano avvenuto durante una cerimonia. L'indagine è complicata da un rifiuto, da parte degli amici e dei seguaci della vittima, di collaborare con i poliziotti bianchi. Ma sospettano subito di un bianco che ha sposato una giovane di colore la quale lavorava per la vittima, oppure dell'amante.
- Nota. L'attore Eric Bogosian che in questo episodio interpreta l'avvocato difensore Gary Lowenthal, anni dopo sostituirà Jamey Sheridan nel secondo spin-off Law & Order: Criminal Intent, nel ruolo del capitano Danny Ross. Bogosian rimarrà nella serie spin-off fino al 2010.
- Nota. Questo episodio è basato su sette fatti realmente accaduti:

1. L'omicidio dell'attivista afro-americano Martin Luther King Jr. avvenuto a Memphis nel Loraine Hotel il 4 maggio 1968. La vittima venne uccisa da un proiettile alla testa sparato a distanza dal tiratore James Earl Ray. L'uomo fu poi riconosciuto colpevole di quell'omicidio e condannato a 99 anni di reclusione nella prigione di Nashville, dove rimarrà fino alla morte, avvenuta il 23 aprile 1998.
2. L'omicidio del politico afro-americano Malcolm X avvenuto a New York il 21 febbraio 1965, durante un discorso pubblico a Manhattan, all'età di 39 anni. La vittima venne uccisa con sette colpi di arma da fuoco a opera di Thomas Hagan, Norman Butler e Thomas Johnson. Tutti e tre vennero riconosciuti colpevoli e condannati a pene dai vent'anni all'ergastolo. Butler fu rilasciato nel 1985, Johnson nel 1987 e Hagan nel 2010.
3. L'omicidio del presidente John F. Kennedy avvenuto a Dallas il 22 novembre 1963, mentre viaggiava nella limousine presidenziale (una Lincoln Continental del 1961) nella Dealey Plaza con la moglie Jacqueline, il governatore John Connally e la moglie di quest'ultimo, Nelly. La vittima venne uccisa a colpi di fucile da Lee Harvey Oswald, che però venne arrestato poche ore dopo e ucciso due giorni dopo da Jack Ruby, grande sostenitore di Kennedy, con due colpi di pistola.
4. L'omicidio del politico statunitense e fratello del presidente John F. Kennedy Robert avvenuto nella sala da ballo dell'Ambassador Hotel di Los Angeles, attraverso il passaggio delle cucine, il 6 giugno 1968. A ucciderlo fu il criminale giordano Sirhan Sirhan, che venne processato e condannato a morte per l'omicidio. La pena fu poi commutata in ergastolo.
5. L'omicidio del musicista inglese John Lennon avvenuto nell'ingresso del Dakota Building, a New York, l'8 dicembre 1980, a opera di Mark David Chapman. L'uomo fu poi condannato a vent'anni di prigione, ma dopo aver scontato la pena, gli è stata negata più volte la libertà vigilata, probabilmente rimarrà in prigione fino alla sua morte.
6. L'omicidio del senatore della Louisiana Huey Pierce Long, avvenuto il 10 settembre 1935, a Baton Rouge, in Louisiana. La vittima fu uccisa da Carl Weiss, suo genero, che poi fu ucciso a sua volta dalla polizia.
7. I due tentati omicidi di George Wallace e di Richard Nixon a opera di Arthur Bruner, che fu condannato a 53 anni di reclusione, ma fu scarcerato il 9 settembre 2007 dopo aver scontato 35 anni di prigione.

- Il direttore della fotografia Constantine Makris ha ricevuto un Emmy Awards per il miglior direttore della fotografia di un episodio della serie. Riceve altri due Emmy Awards negli episodi Cane rabbioso e L'agguato.
- Il regista di questo episodio Ed Sherin ha ricevuto lo stesso Emmy Awards per il miglior regista di un episodio di una serie TV.
- Questo episodio ha vinto l'Edgar Allan Poe Award nel 1993 come miglior episodio di una serie TV.
- L'attore Ben Hammer è accreditato come Judge Cornell, ma la targa mostrata riporta il nome del suo personaggio come Hermann Mooney.
- L'attore Victor Truro è accreditato come Judge Spivack, ma la targa mostrata riporta il nome del suo personaggio come Douglas Spiwack.

## Senso di colpa
- Titolo originale: Forviginess
- Diretto da: Bill D'Elia
- Scritto da: Ed Zuckerman

### Trama
Logan e Cerreta indagano sull'omicidio di una studentessa benestante in procinto di partire in Italia per qualche settimana, ma sospettano subito del suo fidanzato, un povero ispanico le cui speranze di riscatto sociale, basate sul rapporto con la ragazza, erano minacciate dall'intenzione di lei di troncare la relazione.
- Nota. L'attrice Carolyn McCormick è accreditata nel tema di apertura per la prima volta. Verrà accreditata anche il resto della terza e dell'intera quarta stagione.
- Nota. Questo episodio è basato sul caso di Bonnie Garland, una ragazza di quasi 20 anni uccisa il 7 luglio 1977, da uno studente di Yale di nome Richard Herrin, che la colpì più volte con un martello. L'omicidio avvenne a Scarsdale (New York) mentre la ragazza stava dormendo. Richard Herrin fu arrestato alcuni giorni dopo e si dichiarò colpevole per omicidio colposo di primo grado invece che per omicidio di secondo grado. Fu condannato a 17 anni di prigione e fu rilasciato il 12 gennaio 1995, per poi trasferirsi in Nuovo Messico.

## Una vergognosa complicità
- Titolo originale: The Corporate Veil
- Diretto da: Don Scardino
- Scritto da: Michael S. Chernuchin e Joe Morgenstern

### Trama
Logan e Cerreta indagano sulla morte di un ragazzo avvenuta mentre guidava. La prima ipotesi è che il ragazzo era cardiopatico, ma in realtà era morto per un pacemaker difettoso venduto da un uomo senza scrupoli. Per Stone e Robinette il problema sarà incastrarlo per omicidio.
- Nota. L'episodio si apre nella Washington Square Park, a Manhattan.
- Nota. L'attore Sully Boyar è accreditato come Judge Frabrikant, ma la targa mostrata riporta il nome del suo personaggio come Harvey Sirkin.

## Lavoro nero
- Titolo originale: Wedded Bliss
- Diretto da: Vern Gillum
- Scritto da: Robert Nathan ed Edward Pomerantz

### Trama
Logan e Cerreta indagano sull'omicidio di una minorenne di origini ispaniche, trovata morta in un fiume con le manette ai polsi, e apprendono che il cugino della ragazza era stato trovato morto nelle stesse circostanze. Durante l'indagine scoprono che i due omicidi sono collegati a uno sfruttamento di lavoro minorile a opera di due coniugi. Stone e Robinette cercano di incriminarli.
- Nota. Questo episodio è basato sulla repressione dello sfruttamento di lavoro minorile negli Stati Uniti, in Russia, in Italia e in tanti altri Paesi.

## Senza aiuto
- Titolo originale: Helpess
- Diretto da: James Frawley
- Scritto da: Michael S. Chernuchin e Christine Roum

### Trama
La dottoressa Olivet, una psicologa che collabora con la procura, accusa il suo ginecologo di averla molestata. Logan e Cerreta indagano per cercare le prove, ma nel frattempo la Olivet torna dal suo ginecologo con un registratore, riuscendo a documentare tutto mentre è sotto sedativi. Durante il processo, però, emergono dei fatti che potrebbero compromettere la posizione della Olivet. Stone e Robinette cercano di aiutarla.
- Nota. I risultati emotivi dell'attacco sessuale alla Olivet sono mostrati anche tre episodi dopo.
- Nota. Questo episodio è stato successivamente adattato nell'episodio della prima stagione di Law & Order: UK intitolato Alesha.
- Nota. Questo episodio sembra basarsi su tre casi realmente accaduti:

1. Il caso di Young Soo Koo, medico di origini coreane, che nel 1992 fu accusato di stupro da una delle sue pazienti; l'uomo fu condannato per il crimine a venti anni di reclusione grazie a un patteggiamento e fu rilasciato nel 2012.
2. Il caso di Ivan C. Namihas, ginecologo, che nel 1981 fu accusato di stupro da una delle sue pazienti e alla fine venne ritenuto non colpevole.
3. Il caso di Kimble McNair, medico specializzato in ginecologia, che nel 1992 fu accusato di aver stuprato sei delle sue pazienti. McNair fu riconosciuto colpevole di tutte le accuse e condannato a quattro ergastoli.

## Eccesso di legittima difesa
- Titolo originale: Self Defense
- Diretto da: Edwin Sherin (accreditato come Ed Sherin)
- Scritto da: Renè Balcer e Hall Powell

### Trama
Un gioielliere greco uccide due giovani neri che volevano rapinare il suo negozio. L'uomo afferma di aver sparato per legittima difesa, ma i dubbi non convincono Logan, Cerreta, Stone e Robinette.
- Nota. Quest'episodio è un reclamo fatto dall'uomo che stava semplicemente difendendo se stesso e la sua proprietà sparando ai due neri.
- Nota. Questo caso è ispirato al caso di Bernhard Goetz, che nel 1984 sparò a quattro neri nella metropolitana di Manhattan; l'uomo fu riconosciuto non colpevole di tutte le accuse, tranne il possesso illegale di un'arma da fuoco per il quale fu condannato a 1 anno e mezzo di prigione.
- Nota. Anche il secondo episodio della prima stagione dal titolo In una vettura della metropolitana è ispirato al caso di Bernhard Goetz.

## Il principe delle tenebre
- Titolo originale: Prince of Darkness
- Diretto da: Gilbert M. Shilton
- Scritto da: Robert Nathan e William N. Fordes

### Trama
In un ristorante uno sconosciuto massacra una famiglia risparmiando solo la figlia. Logan e Cerreta scoprono che dietro tutto questo ci sarebbe un regolamento di conti inerente al traffico di droga da parte dei cartelli colombiani. Cerreta viene ferito gravemente da un trafficante di armi e alla fine per Stone e Robinette non resta altro che constatare la propria sconfitta davanti ai trafficanti, che sono riusciti a fare il vuoto intorno a sé.
- Nota. Ultima apparizione nel cast regolare della serie per Paul Sorvino, nel ruolo del sergente Phil Cerreta. In questo episodio apprendiamo che la madre del personaggio ha 73 anni e lavora nel settore dell'abbigliamento. Cerreta è il secondo partner di Mike Logan a essere colpito a colpi di arma da fuoco, dopo Max Greevey (che viene ucciso nel primo episodio della seconda stagione).
- Nota. Il titolo dell'episodio Prince of Darkness è un riferimento al soprannome dato a un sicario colombiano.

## Punto di vista
- Titolo originale: Point of View
- Diretto da: Gilbert Moses
- Scritto da: Renè Balcer e Walon Green

### Trama
Logan lavora con il suo nuovo partner Lennie Briscoe sull'omicidio di un uomo. Sospettano della moglie che da tempo subiva le molestie da parte della vittima stessa. La donna è assistita da un avvocato, specializzato nell'assistere donne vittime delle violenze dei loro mariti. Stone e Robinette scoprono che il movente dell'omicidio è il gioco.
- Nota. Ultima apparizione della serie per Paul Sorvino, nel ruolo del sergente Phil Cerreta. Cerreta appare in ospedale, a riabilitarsi dai colpi d'arma da fuoco subiti nell'episodio precedente. Sorvino viene sostituito da Jerry Orbach nel ruolo del detective Lennie Briscoe, l'attore è apparso in precedenza nel ruolo di un avvocato difensore nell'episodio della seconda stagione Il prezzo dell'amore.
- Nota. Lo stupro della dottoressa Olivet avvenuto nell'episodio Senza aiuto ritorna a perseguitarla in questo episodio, minacciando di compromettere il suo buon giudizio.
- Nota. Questa è l'unica volta in cui appare la moglie del sergente Cerreta, Elaine.
- Nota. A differenza degli altri episodi della serie, che di solito finiscono nell'ufficio del procuratore distrettuale, questo episodio si chiude con Briscoe e Logan nel 27º Distretto.
- Nota. Da questo episodio fino alla fine della quarta stagione Carolyn McCormick è accreditata nei titoli di testa.
- Nota. L'attrice Elaine Stritch ha ricevuto un Emmy Awards come Miglior interprete di un episodio di una serie drammatica nel ruolo di un avvocato difensore.

## Corruzione
- Titolo originale: Consultation
- Diretto da: James Hawman
- Scritto da: Matt Kiene e Joe Reinkemeyer

### Trama
Briscoe e Logan indagano sulla strana morte di una ragazza nigeriana arrivata a New York. Si scopre che la ragazza era implicata nel traffico di droga, che contrabbandava trasportandola nello stomaco. Stone e Robinette per arrivare al responsabile, un nigeriano protetto dall'immunità, si consultano con un ambasciatore.
- Nota. L'attore Keith Szarabajka, che nell'episodio interpreta l'avvocato difensore di un uomo d'affari nigeriano, tornerà nella serie interpretando l'avvocato difensore di un produttore cinematografico ed ex marito di Jamie Ross.
- Nota. All'epoca in cui è stato girato l'episodio, l'attore Chris Noth e la guest star dell'episodio Beverly Johnson uscirono regolarmente per prendere un caffè.
- Nota. Quest'episodio è stato successivamente adattato nell'episodio della seconda stagione di Law & Order: UK intitolato Amore e perdita.

## Una sola vittima
- Titolo originale: Extended Family
- Diretto da: Charles Correll
- Scritto da: Wendell Rawls e Robert Nathan

### Trama
Briscoe e Logan indagano sul rapimento di una bambina a opera della sua madre naturale. La faccenda si complica quando quest'ultima si difende accusando l'ex marito di molestie sessuali sulla piccola. Ma le pressioni fatte sulla donna compromettono la sua testimonianza e l'esito del processo.
- Nota. In questo episodio apprendiamo che il nipote di Adam Schiff gioca a baseball nella Major League.
- Nota. Questo episodio è ispirato al caso di Faye Yager. La Yager ha aiutato bambini e madri di famiglia a nascondersi, per sfuggire agli abusi sessuali di padri e mariti. La donna è stata accusata di rapimento e induzione alla calunnia, ma è stata riconosciuta non colpevole di tutte le accuse.

## Prestigio sociale
- Titolo originale: Right of Counsel
- Diretto da: James Frawley
- Scritto da: Barry M. Schkolnick e Michael S. Chernuchin

### Trama
Briscoe e Logan indagano sull'omicidio di una sessantenne e sospettano subito dell'amante, molto più giovane di lei, spiantato e legatario di due milioni di dollari. Ma l'inettitudine del suo avvocato rende Stone e Robinette sospettosi, e così le loro attenzioni si focalizzano sul legale della vittima.
- Nota. In questo episodio apprendiamo che Cragen non va d'accordo con la suocera ed evita di rispondere al telefono di domenica quando chiama. Menziona brevemente sua moglie Marge.

## Notte e nebbia
- Titolo originale: Night and Fog
- Diretto da: Edwin Sherin (accreditato come Ed Sherin)
- Scritto da: Renè Balcer e Michael S. Chernuchin

### Trama
Briscoe e Logan indagano sulla strana morte di un'anziana ebrea, sospettando subito del marito, e apparentemente credono che si tratti di un suicidio assistito. In seguito scoprono il segreto dell'uomo: egli in passato aveva commesso molti crimini di guerra collaborando con i tedeschi all'epoca del nazismo. Stone cerca di capire chi è veramente quell'uomo.
- Nota. Quest'episodio è basato sul caso di John Demjanuk detto Ivan il Terribile. Demjanuk era stato condannato a morte per vari crimini di guerra, ma la condanna era stata annullata. L'uomo morì il 17 marzo 2012, in una casa di cura a Bad Felinbach, dove era ricoverato sia perché malato sia per attendere il verdetto.
- Nota. Il titolo originale dell'episodio Night and Fog è anche il titolo del documentario tedesco del 1955 di Alain Resnais, sui campi di concentramento nazisti. Nacht und Nebel (in inglese si dice appunto Night and Fog e in italiano Notte e nebbia) era anche una direttiva di Adolf Hitler che aveva come obiettivo la scomparsa di molti attivisti politici e dei loro aiutanti nella Germania nazista. Era una punizione specifica per colpire gli oppositori dei nazisti nei paesi occupati e intendeva indurre le popolazioni locali alla sottomissione, negando ad amici e famiglie degli scomparsi di sapere ciò che era accaduto ai loro cari.
- Nota. L'attore Eric Bogosian interpreta per la seconda e ultima volta l'avvocato difensore Gary Lowenthal. Molti anni dopo, sostituirà Jamey Sheridan nella serie Law & Order: Criminal Intent.
- Nota. In questo episodio apprendiamo che il padre del detective Briscoe ha combattuto durante la Seconda Guerra Mondiale presso il reggimento alleato che era entrato nel campo di concentramento di Bùchenwald.
- Nota. Il procuratore Stone accenna brevemente a sua figlia in questo episodio.

## Plagio
- Titolo originale: Promises to Keep
- Diretto da: Edwin Sherin (accreditato come Ed Sherin)
- Scritto da: Walon Green, Peter S. Greenberg, Robert Nathan e Joshua Stern

### Trama
Briscoe e Logan indagano sull'omicidio di una ragazza, in cui viene sospettato il suo compagno che è mentalmente instabile, e il suo psichiatra che aveva entrambi in cura e che era amante del ragazzo. Stone e Robinette cercano di incriminare oltre il ragazzo anche la donna responsabile del plagio.

## Amore di madre
- Titolo originale: Mother Love
- Diretto da: Daniel Sackheim
- Scritto da: Walon Green e Robert Nathan

### Trama
Briscoe e Logan indagano sull'omicidio di una tossicodipendente, e scoprono anche che il suo amante le forniva la droga. Ma quando quest'ultimo viene arrestato, le cose peggiorano.

## La giurisdizione
- Titolo originale: Jurisdiction
- Diretto da: Bruce Seth Green
- Scritto da: Renè Balcer e Walon Green

### Trama
Briscoe e Logan indagano sul duplice omicidio di due infermiere avvenuto nel loro dormitorio. Il duplice omicidio ricorda quello avvenuto a Brooklyn, e i detective individuano un possibile sospetto, un uomo con problemi mentali, Stone e Robinette ritengono che il vero movente possa essere correlato con un'attività illecita di alcune infermiere. Inoltre, come se non bastasse, sorge un conflitto tra i procuratori di due contee di New York.
- Nota. In questo episodio l'avvocato difensore Shambala Green cita al processo di un imputato il procuratore distrettuale Benjamin Stone come testimone. Questa è l'unica volta in cui Stone compare in tribunale come testimone.
- Nota. L'episodio è basato su tre casi: il primo è sulla legge della giurisdizione territoriale. Il secondo caso invece è sul serial killer Richard Speck che, nella notte fra il 13 e il 14 luglio 1966, uccise 8 persone. Il serial killer venne catturato, processato e condannato a morte, ma la sua pena venne commutata in ergastolo e Speck finì per morire in carcere il 5 dicembre 1991. Il terzo caso infine è sul duplice omicidio di Emily Hoffert e Janice Wyle, avvenuto nel loro appartamento nell'Upper East Side, a Manhattan. Per questo duplice omicidio è stato accusato prima George Whitmore Jr. e poi Richard Dobles che fu condannato all'ergastolo nel 1965.

## Condotta riprovevole
- Titolo originale: Conduct Umbecoming
- Diretto da: Arthur W. Fowney
- Scritto da: Walon Green, Peter S. Greenberg, Renè Balcer e Michael S. Chernuchin

### Trama
Briscoe e Logan indagano sulla strana morte di un ufficiale della marina, avvenuta durante una festa universitaria presumibilmente per emorragia cerebrale. I due scoprono, grazie alla collega della vittima, che si tratta di un omicidio e sospettano del capitano della Marina. Stone e Robinette cercano a tutti i costi di incriminarlo.
- Nota. L'attore Michael Noth appare ripetutamente in questo episodio nel ruolo di un commesso. Michael è in realtà il fratello di Chris Noth.
- Nota. Questo episodio è basato sullo scandalo della Tailhook avvenuto tra l'8 e il 12 settembre 1991, in cui 100 ufficiali del USS Navy e del Corpo dei Marines furono accusati di aver aggredito sessualmente 90 persone. In seguito la maggior parte degli ufficiali fu assolta.
- Nota. Il titolo dell'episodio originale Conduct Umbecoming è una frase usata per riferirsi a comportamenti considerati disonorevoli.

## Oltre i confini dell'amore
- Titolo originale: Animal Instinct
- Diretto da: Edwin Sherin (accreditato come Ed Sherin)
- Scritto da: Michael S. Chernuchin e Sibyl Gardner

### Trama
Briscoe e Logan indagano sull'omicidio di una ricercatrice universitaria avvenuto nel suo laboratorio. Scoprono che in realtà non sono stati un gruppo di animalisti e i sospetti si concentrano sul marito, che da tempo aveva una relazione extraconiugale. Stone e Robinette cercano di incriminarlo con la testimonianza dell'amante, ma le cose si sono svolte in modo diverso.

## Il virus del computer
- Titolo originale: Virus
- Diretto da: Steven Robman
- Scritto da: Renè Balcer e Michael S. Chernuchin

### Trama
In una clinica per diabetici muoiono due persone, e altre quattro si ritrovano in coma per ipoglicemia. Briscoe e Logan pensano che i responsabili siano gli infermieri, ma poi emerge che i computer dell'ospedale sono stati contagiati da un virus, e i sospetti cadono su un giovane hacker, che voleva vendicare il padre, cieco a causa del diabete.
- Nota. Il titolo originale dell'episodio Virus si riferisce al virus informatico che ha creato un malfunzionamento, causando la morte di due pazienti in una clinica per diabetici.
- Nota. Viene rivelato che il detective Lennie Briscoe è nato nel 1940, anche se in realtà l'attore che lo interpretava è nato nel 1935.
- Nota. Nel DVD della terza stagione, il titolo dell'episodio è Computer Virus.

## Fantasmi dal passato
- Titolo originale: Securitate
- Diretto da: James Mayham
- Scritto da: Matt Kiene e Joe Reinkemeyer

### Trama
Briscoe e Logan indagano sull'omicidio di un commercialista e scoprono che dietro al delitto ci sono una serie di traffici illeciti, che l'uomo voleva denunciare. I sospetti cadono su un immigrato rumeno, per il quale il suo avvocato chiede di farlo prosciogliere per insanità culturale, vale a dire che l'uomo aveva subito violenza nel suo paese. Ma Stone e Robinette non credono alle coincidenze.
- Nota. Il titolo originale dell'episodio Securitate si riferisce alla polizia segreta rumena.
- Nota. Questo episodio è ispirato al crimine in Romania.

## Mascolinità
- Titolo originale: Manhood
- Diretto da: Edwin Sherin (accreditato come Ed Sherin)
- Scritto da: Walon Green e Robert Nathan

### Trama
Briscoe e Logan indagano sull'omicidio di un poliziotto che viene ucciso mentre stava fronteggiando dei trafficanti di droga. Uno dei trafficanti viene catturato, ma afferma di aver visto l'auto della polizia ferma vicino al luogo dell'omicidio. Briscoe e Logan scoprono che la vittima era omosessuale, e che questo non piaceva ai colleghi.
- Nota. Questo episodio ha ricevuto un Emmy Award come Miglior episodio di una serie tv. Robert Nathan è stato responsabile per la scrittura e per il soggetto e Walon Green per la sceneggiatura.
- Nota. Questo episodio è stato successivamente adattato per realizzare l'episodio della seconda stagione di Law & Order: UK intitolato Samaritano.
- Nota. Questo episodio è ispirato all'omofobia negli Stati Uniti.

## Vittima muta
- Titolo originale: Benevolence
- Diretto da: Edwin Sherin (accreditato come Ed Sherin)
- Scritto da: Doug Palau e Renè Balcer

### Trama
Briscoe e Logan indagano sull'omicidio di una ragazza sordomuta, ma sospettano subito del fidanzato, che non vedeva di buon occhio il fatto che lei volesse fare un'operazione per l'udito. Poi però i sospetti si concentrano sul titolare di un centro per sordomuti, con cui la vittima collaborava attivamente.
- Nota. Ultima apparizione regolare nella serie per Dann Florek, nel ruolo del capitano Donald Cragen. L'attore però continuerà a interpretare lo stesso personaggio, tornando nella serie come guest star per tre volte, comparendo nel film tv Omicidio a Manhattan del 1998 e apparendo regolarmente nel primo spin-off della serie Law & Order - Unità vittime speciali.
- Nota. Ultima apparizione regolare nella serie anche per Richard Brooks, nel ruolo di Paul Robinette. Anche lui ritornerà nella serie come guest star per tre volte, interpretando lo stesso ruolo, ma stavolta come avvocato difensore e poi riprenderà il suo personaggio anche in Chicago Justice (terzo spin-off della serie Chicago Fire) dove difenderà il detective della polizia di Chicago Kevin Atwater (Chicago P.D.).